# Carabiniers de Billy-Montigny (handball)
Actualités
La section de handball des Carabiniers de Billy-Montigny est un club de handball français situé à Billy-Montigny dans le Pas-de-Calais.
La section masculine a évolué de nombreuses saisons en Championnat de France élite dans les années 1960 et 1970, atteignant les demi-finales en 1973 et 1974. Elle remporte le titre de Champion de France de Nationale 2 (4e échelon national) pour la saison 2023-2024.
L' équipe fanion jouera donc en Nationale 1 pour la saison 2024-2025, tandis que l' équipe réserve jouera en Nationale 3.

## Historique
Source principale : « Historique », sur Site officiel du club (consulté le 20 novembre 2018)

### Des débuts encourageants
En 1942, suivant la création le 21 septembre 1941 de la Fédération française de handball, une section de handball fut créée au sein de la société des Carabiniers de Billy-Montigny avec, pour ossature, des membres de la section d'athlétisme de l'époque. Le handball est alors vu comme un « moyen simple, agréable, très efficace pour préparer les athlètes, en particulier l'hiver ». Alors pratiqué à onze joueurs sur un terrain de football, les Carabiniers gagnent plusieurs fois les championnats départementaux et régionaux et les victoires engrangées en Championnat de France et Coupe de France donnent une dimension nationale au club. Les adversaires de l'époque étaient les clubs de Mézières, Sotteville, Vernon, Villemomble, Amiens, Billancourt, le Racing Club de France. Billy-Montigny devenait progressivement un haut lieu du sport Français.
En 1950, le handball à sept fait son apparition. Les Carabiniers s'y mettent et remportent quelques tournois.
En 1952, l'équipe première, composée entre autres des frères César et Stanis Radajewski, fait parler la poudre. Le club se qualifie pour les demi-finales du Championnat de France à 11 et les 16es de finale de la Coupe de France. Toujours en 1953, la route du titre suprême s'arrêtait en 16es de finale contre Villemomble Sport, futur champion de France.
Tout le monde pensait que 1954 serait la bonne année : après avoir éliminé le Racing Club de France, Asnières Sport, Livry-Gargan, les Carabiniers échouent en demi finale de la Coupe de France, contre l'AS Police de Paris, vainqueur du titre cette même année. En 1954, l'équipe se classe parmi les 16 meilleures équipes de France et est appelée à évoluer dans la nouvelle division Nationale.
En 1959, la Fédération française de handball décide de supprimer le jeu à onze. Les Billysiens gardent cependant leur place au niveau national pour disputer le championnat à sept joueurs. Initialement constituée en majorité de mineurs encadrés par quelques moniteurs d'éducation physique, l'équipe a peu à peu intégré des professions plus diverses : ainsi, en 1959, l'équipe comportait également un maçon, un cheminot, un menuisier, un employé de banque (le gardien de but) et six instituteurs. A cette époque, les joueurs s'entraînent deux fois par semaine, les mardis et jeudis soirs et également le dimanche matin quand ils ne jouent pas. L'été, la plupart d'entre eux pratiquent également l'athlétisme.
Cette même année, de jeunes talents venaient renforcer l'équipe première : Francis Decarnin (international A de 1960 à 1961), André Nita (international A de 1966 à 1967), Jean Nita (sélectionneur de l'équipe de France de 1981 à 1985) ou encore Joseph Radajewski, le plus jeune des 3 frères. Si le titre officieux de champion d'automne est remporté, ce n'est finalement qu'à la 3e place que se termine la saison. 
Les années se succèdent et les Carabiniers continuent à défendre fièrement leurs couleurs au niveau national et régional. Néanmoins, les difficultés liées aux nombreux et longs déplacements générés par le championnat de France amènent des problèmes de présence au sein de l'équipe fanion. Les résultats s'en ressentent et en 1965, le club descend en division d'Excellence. Mais deux ans plus tard, le club remporte le Championnat Excellence et retrouve la division nationale. Ainsi, ils terminent la saison 1967-1968 à une honorable 3e place dans la poule D.
En 1969, la Fédération française de handball innove avec le double arbitrage (mode d'arbitrage actuel) à l'occasion du match entre Billy-Montigny et le PUC.

### L'âge d'or des années 1970
Cette décennie commençait pourtant mal. Les Houillères du bassin du Nord et du Pas-de-Calais abandonnent la gestion directe de la société des Carabiniers de Billy-Montigny, obligeant les responsables des différentes sections à penser à une restructuration. La commune de Billy-Montigny prend alors le relais en portant du mieux possible la société des Carabiniers. Aujourd'hui encore, la municipalité est le premier partenaire de la section de handball. Son investissement, son soutien ont permis au club de se maintenir à un échelon national.
Les restructurations nécessaires auront également permis au club de mieux se préparer pour de nouveaux défis. 
Même si les résultats de 1970, 1971 et 1972 étaient honorables avec respectivement une 3e, une 6e et une 5e place en poule, c'est lors du championnat 1972-1973 que se concrétisèrent tous les efforts du club : les Carabiniers gagnent match sur match et la salle Paul Eluart devient un véritable bastion. Le nom des Carabiniers était colporté à travers toute la France tant les performances de l'équipe première étaient brillantes.
Plus de mille spectateurs à chaque match. Des supporters venant en car, du Nord et de Picardie, pour voir évoluer dans l'arène, l'une des plus belles équipes du Championnat National et ses joueurs « made in Ch'ti ». Le club termine deuxième de sa poule derrière le PUC et se qualifié ainsi pour les demi-finales. Opposé au CSL Dijon, le match aller, joué à guichets fermés, conduit à la victoire des Billysiens 17 à 16 mais Dijon s'impose 19 à 16 lors du match retour. Billy s'inclinait mais avait gagné une dimension nationale et sa place parmi les quatre meilleurs clubs français.
Les Nita, Decarnin, Klima et Radajewski ont véritablement transformé leur salle en un chaudron brûlant, tel celui de l'AS Saint-Étienne, à la même époque. « A Billy, on ressentait encore plus la culture de cette région. On était dans le dur du pays Ch'ti. En novembre, on avait l'impression d'arriver sur la Lune. Même dans la salle, on se sentait au fond de la mine... c'était vraiment le club des gueules noires » commente Daniel Costantini, ancien joueur du SMUC et ancien sélectionneur national de 1985 à 2001.
La saison 1973-1974 est tout aussi brillante. Terminant premier de sa poule, le club se hisse à nouveau pour en demi-finale mais subit la loi du PUC, futur champion de France (défaites 13 à 20 et 18 à 20). 
Cette deuxième défaite de rang affecte le groupe et beaucoup de joueurs émigrent vers d'autres cieux. Les Carabiniers terminent seulement 4e de leur poule en 1975 et surtout 9e en 1976 : c'est la relégation en nationale 1B.

### Les Carabiniers rentrent dans le rang
Le club doit une nouvelle fois se reconstruire. Les priorités étaient plus que jamais la formation, l'encadrement et l'intégration des jeunes.
En 1979 et 1980, avec le jeune Philippe Debureau dans ses rangs, le club manque de peu la remontée en N1. Malgré de bons résultats l'année suivante, les désillusions de la montée impacteront le groupe. De nombreux joueurs s'exileront à nouveau. Après une saison difficile marquée par le spectre de la descente en Nationale 2, les Carabiniers jouent en 1984 le haut de tableau et se qualifient pour les barrages d'accession en N1B. Mais les Artésiens tombent aux pieds des remparts de Carcassonne contre la formation de Trèbes.
En 1986, les dirigeants décident alors d'étoffer leur effectif en intégrant des joueurs d'expérience. Deux recrues zaïroises arrivent au club. Ce petit plus permettra aux Carabiniers de jouer le haut de tableau pendant plusieurs saisons mais la montée n'était jamais au rendez-vous. Les Carabiniers finissaient deux fois troisièmes derrière Dreux et Saint-Brice en 1987, Saint-Michel-sur-Orge et Thionville en 1988. Et l'histoire se répéta : les efforts du groupe ne sont pas récompensés et les meilleurs éléments quittent le club. 
Les années suivantes, les Carabiniers se maintiennent en Nationale 2 s'appuyant notamment sur les jeunes formés au club, les cadets échouant en phase finale du championnat de France en 1991 puis remportant le titre suprême l'année suivante. 
C'est en 1999 que tous les espoirs revinrent. Le nouveau groupe taillé pour la victoire effectua un magnifique parcours mais échoua aux pieds des marches de l'accession.
Cette même année, les CBM accédaient aux huitièmes de finale de la Coupe de France. Les Artésiens étaient éliminés devant leur public par Chambéry et sa myriade d'internationaux dont Daniel Narcisse et son emblématique entraîneur et ancien Barjot, Philippe Gardent.

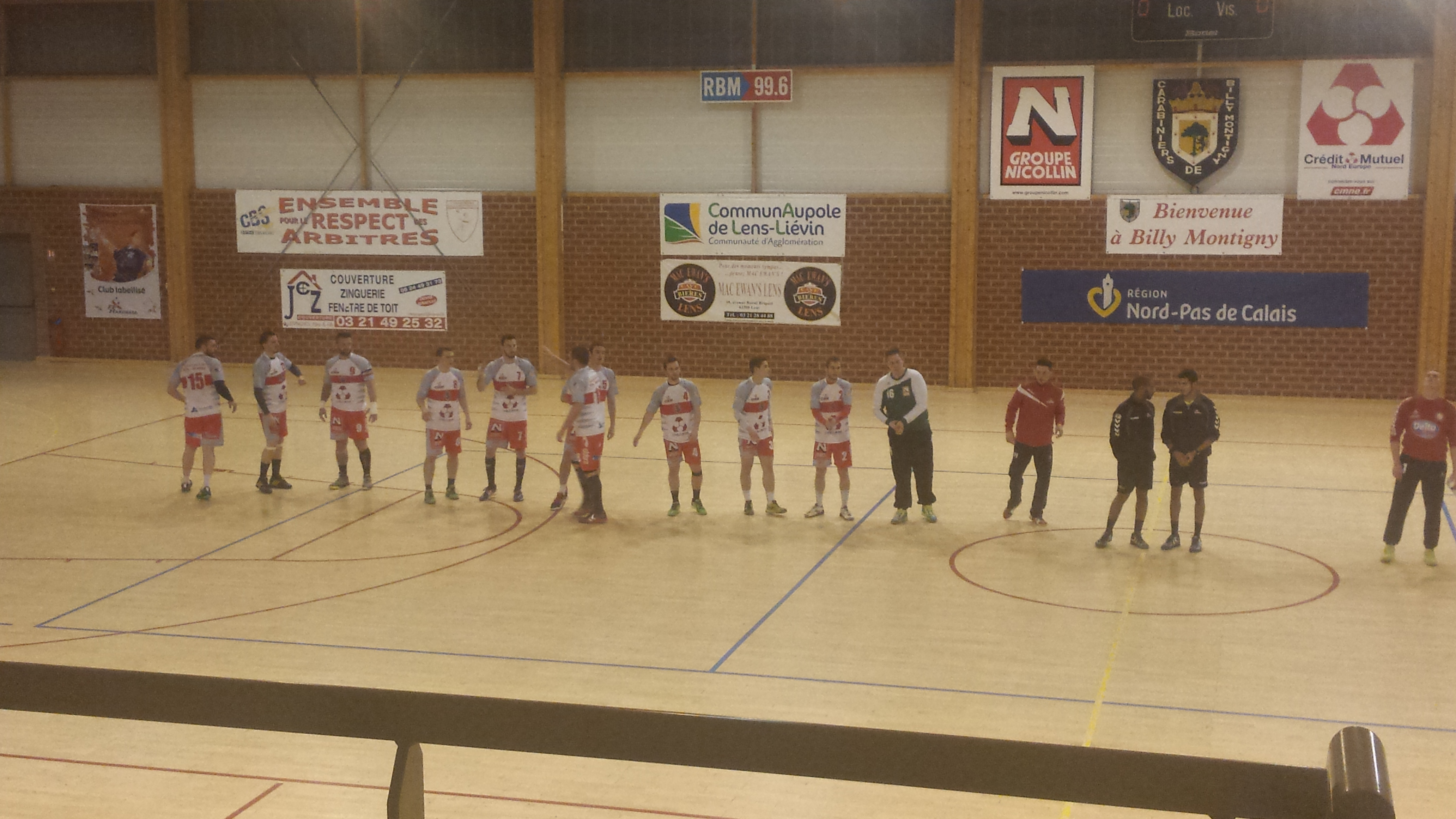
Joueurs des Carabiniers de Billy-Montigny avant la rencontre face Gravelines USHB, 13e journée du championnat de France de Nationale 2, le 7 février 2015.

Depuis 2000, Billy a reconstruit un groupe qui mêle à la fois joueurs du cru et cadres d'expériences. 
L'équipe première accède durant la saison 2023-2024 à la Nationale 1 et la réserve à la Nationale 3. L' équipe 3 lutte pour remonter au niveau régional.
Les jeunes prouvent également chaque semaine sur les parquets que la source des talents n'est pas encore tarie dans notre région. Billy-Montigny est ainsi le club porteur de l' équipe des moins de 18 ans de l' Alliance Artois, qui atteint pour sa part le final 4 joué à Montpellier durant cette meme saison 2023-2024.

## Bilan par saison
| Saison    | Div    | Classement                                         | Coupe de France                                    |
| --------- | ------ | -------------------------------------------------- | -------------------------------------------------- |
| 2015-2016 | Nat. 2 | 10e de la poule 3                                  | 1etour                                             |
| 2016-2017 | Nat. 2 | 3e de la poule 3                                   | 1etour                                             |
| 2017-2018 | Nat. 2 | 8e de la poule 3                                   | 2etour                                             |
| 2018-2019 | Nat. 2 | 7e de la poule 3                                   | 1etour                                             |
| 2019-2020 | Nat. 2 | 5e de la poule 3                                   | 1etour                                             |
| 2020-2021 | Nat. 2 | Saison annulée à cause de la pandémie de Covid-19. | Saison annulée à cause de la pandémie de Covid-19. |
| 2021-2022 | Nat. 2 | 4e de la poule 3                                   | -                                                  |
| 2022-2023 | Nat. 2 | 2e de la poule 3                                   | -                                                  |
| 2023-2024 | Nat. 2 | 1e de la poule 3                                   | 1/32                                               |
| 2024-2025 | Nat. 1 | A venir                                            | A venir                                            |

## Palmarès
- Champion de France de Nationale 2 2023-2024
- Demi-finaliste du Championnat de France (2) : 1973 et 1974
- Vainqueur du Championnat de France Excellence (D2) (1) : 1967
- Finaliste du Championnat de France Honneur (D3) : 1956[2]